# Henry Muhlenberg

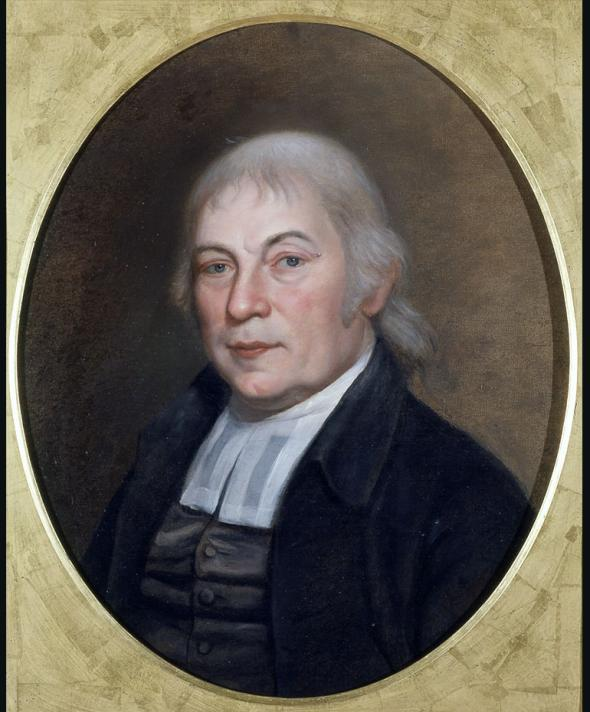
Gotthilf Heinrich Ernst Mühlenberg, porträtiert von Charles Willson Peale

Henry Muhlenberg, vollständig Gotthilf Heinrich Ernst Mühlenberg, auch Henry Ernest Muhlenberg, (* 17. November 1753 in Trappe, Province of Pennsylvania; † 23. Mai 1815 in Lancaster, Pennsylvania) war ein deutsch-amerikanischer, lutherischer Theologe und Naturforscher. Sein botanisches Autorenkürzel lautet „Muhl.“

## Leben
Gotthilf (Henry Ernest) Muhlenberg war einer der Söhne von Henry Melchior Muhlenberg. Peter Muhlenberg und Frederick Muhlenberg waren seine Brüder. Alle drei wurden 1763 nach Halle in die Franckeschen Stiftungen (damals noch Glauchasche Anstalten) zur Schulausbildung geschickt. Er besuchte von 1763 bis 1769 die Latina und begann 1769 ein Theologiestudium an der Universität in Halle, kehrte 1770 nach Amerika zurück und wurde als Pastor ordiniert. Bis 1785 war er Pastor an der Holy Trinity Church in Lancaster. 1787 wurde er Mitbegründer und erster Präsident des Franklin College, heute Franklin & Marshall College in Lancaster, und war seit 3. Juli 1791 mit dem akademischen Beinamen Hierotheus IV. Mitglied (Matrikel-Nr. 934) der Deutschen Akademie der Naturforscher Leopoldina. 1801 wurde er zum korrespondierenden Mitglied der Göttinger Akademie der Wissenschaften gewählt. Des Weiteren stand er in weltweiter Korrespondenz mit Naturforschern wie Alexander von Humboldt und wurde aufgrund seiner systematischen Studien als „amerikanischer Linné“ bezeichnet.

## Ehrungen
Die Pflanzengattung Muhlenbergia Schreb. aus der Familie der Süßgräser (Poaceae) ist nach ihm benannt. Er hatte die in Mexiko und im Südwesten der USA verbreiteten Grasarten der Unterfamilie Chloridoideae entdeckt.
Zahlreiche Pflanzenarten tragen zu seinen Ehren das Art-Epitheton muhlenbergii. Das Art-Epitheton der von ihm entdeckten Moorschildkröte (Glyptemys muhlenbergii) wurde ebenso nach ihm benannt.

## Schriften
- English-German and German-English dictionary : with a German grammar and principles of pronounciation for both languages. Lancaster: Hamilton 1812 (2 Bände)
- Catalogus plantarum Americae septentrionalis, huc usque cognitarum indigenarum et cicurum : Or, A catalogue of the hitherto known native and naturalized plants of North America. Lancaster: Hamilton 1813 (Digitalisat)